# Remo Gambelli
Remo Gambelli, italijanski general, * 23. februar 1880, Bologna, † 2. avgust 1976, Montevirginio (Lazio).
Med letoma 1940 in 1943 je bil poveljujoči general Korpusa karabinjerjev.